# 諾曼氏櫛鱗鰨
諾曼氏櫛鱗鰨為輻鰭魚綱鰈形目鰨亞目鰨科的其中一種，為熱帶海水魚，分布於西南太平洋澳洲海域，棲息深度15-27公尺，體長可達13.2公分，棲息在底層水域，生活習性不明。